# Rufus E. Lester

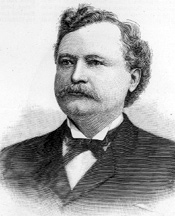
Rufus E. Lester

Rufus Ezekiel Lester (* 12. Dezember 1837 bei Waynesboro, Burke County, Georgia; † 16. Juni 1906 in Washington, D.C.) war ein US-amerikanischer Politiker. Zwischen 1889 und 1906 vertrat er den Bundesstaat Georgia im US-Repräsentantenhaus.

## Werdegang
Rufus Lester studierte bis 1857 an der Mercer University in Macon. Nach einem anschließenden Jurastudium und seiner im Jahr 1859 erfolgten Zulassung als Rechtsanwalt begann er in seinem neuen Beruf zu arbeiten. Während des Bürgerkrieges diente er im Heer der Konföderation. Nach dem Krieg praktizierte Lester wieder als Anwalt. Gleichzeitig begann er als Mitglied der Demokratischen Partei eine politische Laufbahn. Zwischen 1870 und 1879 saß er im Staatssenat, als dessen Präsident er seit 1876 fungierte. Von 1883 bis 1889 war Lester Bürgermeister der Stadt Savannah.
Bei den Kongresswahlen des Jahres 1888 wurde er im ersten Wahlbezirk von Georgia in das US-Repräsentantenhaus in Washington gewählt, wo er am 4. März 1889 die Nachfolge von Thomas M. Norwood antrat. Nach acht Wiederwahlen konnte er bis zu seinem Tod am 16. Juni 1906 im Kongress verbleiben. In diese Zeit fiel der Spanisch-Amerikanische Krieg. Damals kamen auch die Philippinen und Hawaiʻi unter amerikanische Verwaltung. Von 1891 bis 1895 war Lester Vorsitzender des Ausschusses zur Kontrolle der Ausgaben des Außenministeriums.
Rufus Lester war mit Laura Eliza Hines (1839–1920) verheiratet. Er wurde in Savannah beigesetzt.